# Чешский суверенитет

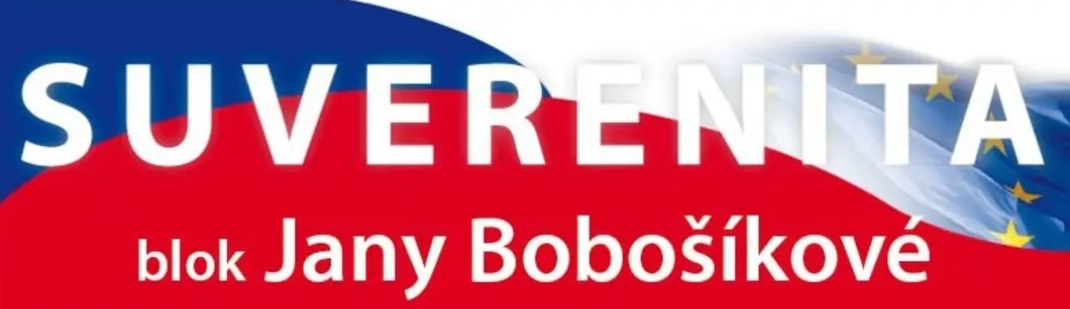
Старый логотип партии «Чешский суверенитет» (2011-2014)

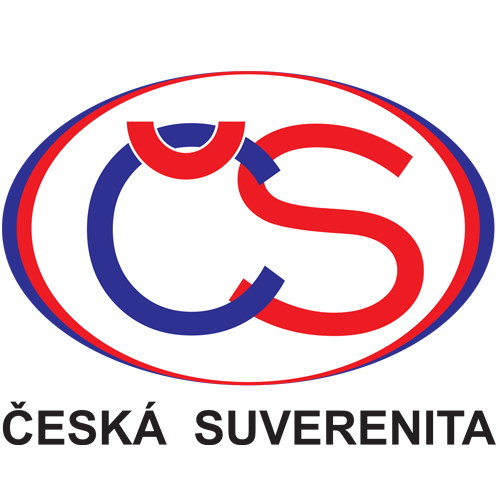
Старый логотип партии «Чешский суверенитет» (2014-2018)

Старый логотип партии «Чешский суверенитет» (2018-2021, 2022-2023)

Старый логотип партии «Чешский суверенитет» (2021-2022)

ЧССД – Чешский суверенитет социал-демократии (чеш. ČSSD – Česká suverenita sociální demokracie), ранее Суверенитет — Блок Яны Бобошиковой (чеш. Suverenita – Blok Jany Bobošíkové) — чешская политическая партия, отстаивающая позиции евроскептицизма, основателем которой является Яна Бобошикова, бывший депутат Европейского парламента.

## Создание партии
Партия под названием СУВЕРЕНИТЕТ — Блок Яны Бобошиковой образовалась в результате распада политической коалиции «Суверенитет — Блок Яны Бобошиковой, партия здравого смысла» и была зарегистрирована 21 января 2011 года.
С 18 января 2014 по 17 февраля 2024 была председателем партии Яна Вольфова.
С 17 февраля 2024 года председателем партии является Иржи Пароубек.

## Программа партии
Партия и особенно Бобошикова выступает против почти всей политической гвардии, которая была у власти после бархантной революции, и против претензий Судето-немецкого отечественного фронта. Суверенитет можно считать консервативным, например из-за евроскептицизма. Он не имеет своих представителей в парламенте.